# Chapelle Sainte-Anne de Beaumont
Pour les articles homonymes, voir Chapelle Sainte-Anne.
Cette chapelle Sainte-Anne est un lieu de culte catholique, classé site historique provincial, situé dans le hameau de Beaumont, à Memramcook, au Nouveau-Brunswick (Canada). C'est un édifice de style géorgien en bois, construit en 1842 par les Micmacs de Fort Folly. Le site comprend aussi un presbytère, un cimetière et des monuments.

## Étymologie
Le hameau de Beaumont tire son nom de Jacques à Jacques Bonnevie, dit Beaumont, un Acadien qui résidait dans les environs vers 1740. La chapelle fut nommée Sainte-Anne dès sa construction en 1842. Sainte Anne, la mère de la Vierge Marie, est la sainte patronne des Micmacs.

## Histoire
Un cimetière fut utilisé sur les lieux dès 1829 jusqu'en 1938.
Vers 1830, la vente d'alcool et des intempéries nuisant aux cultures rendaient la situation des Mi'kmaqs difficile. En 1837, le prêtre Ferdinand Gauvreau, de Memramcook, fut nommé commissaire des Indiens du comté de Westmorland. En juillet de la même année, lors d'une réunion générale des Mi'kmaqs de la région présidée par Gauvreau, les personnes présentes élurent Peter Bernard comme chef. Ce dernier et Gauvreau discutèrent de l'établissement communautaire fixe où les Mi'kmaqs pourraient faire davantage d'agriculture. En juin 1838, le chef Bernard, muni d'une lettre de Gauvreau, s'entretient avec Edward Barron Chandler des moyens possibles pour arrêter la vente d'alcool. Il lui annonça aussi le projet de communauté. Lors des rencontres suivantes, ils s'accordèrent pour que le comté achète une terre. Le terrain choisi se trouvait au bord de la rivière Petitcodiac, juste au sud de Beaumont. Les 64 acres, achetées le 15 juillet 1840 pour 50 livres, appartenaient depuis 1820 à Amasa et Sally Weldon, qui les avaient achetées de Joseph Frederick Wallet Desbarres. La réserve prit le nom de Fort Folly 27. Le déménagement de la population se fit probablement peu de temps après, à la fin de l'été ou à l'automne.
En 1840, les Acadiens de Saint-Anselme et Memramcook construisirent de grandes églises. En 1841, les habitants de Beaumont décidèrent de construire une chapelle pour être mieux desservis. La chapelle fut bâtie en 1842, en faisant le plus ancien lieu de culte catholique utilisé par les Micmacs au Nouveau-Brunswick. Les Micmacs fournirent le bois et les Acadiens participèrent gratuitement aux travaux. Selon un article de P. William Bourque, cette église fut construite par le gouvernement pour éviter que les Micmacs solidarisent avec les Acadiens. Le maître-charpentier Hilaire Arsenault dirigea la construction. Né au Barachois, il construit plusieurs églises dans la région, dont celle de son village natal. Le chef Peter Bernard dessina les plans de l'édifice. La chapelle fut consacrée à l'automne 1943 par l'abbé Gauvreault. La maison du chef Bernard fut plus tard transformée en presbytère. L'intérieur de la chapelle fut restauré en 1900. Les bancs et le jubé datent de cette époque.
La réserve de Beaumont fut vendue le 21 août 1965 au père Massé et les Micmacs déménagèrent dans la nouvelle réserve de Fort Folly, près de Dorchester. Le père Massé donna ensuite la réserve aux Pères de Sainte-Croix, qui la cédèrent finalement à l'archidiocèse de Moncton.
Robert Léger, de la Société historique de la vallée de Memramcook, a élaboré le projet de restauration de la chapelle durant les années 1980. Grâce à des dons et une subvention du gouvernement fédéral, plus de 10 000 dollars ont été amassés pour payer les travaux. Les travaux, s'étalant sur un peu plus d'un an jusqu'en 1989, ont permis de réparer le toit de la chapelle et du presbytère, les fondations et la galerie du presbytère, de refaire la rosace, de réinstaller la lampe,.
La chapelle et son site sont devenus un site historique provincial le 19 juin 1989, devenant ainsi le premier lieu de culte amérindien protégé dans la province. Une cérémonie présidée par le lieutenant-gouverneur Gilbert Finn à laquelle assistèrent 300 personnes eut lieu le 23 juillet et une plaque commémorative fut installée. Le projet « Lieu de sépulture des ancêtres » fut ensuite mis sur pied par la première nation de Fort Folly dans le but de faire un parc historique. Des fouilles archéologiques eurent lieu en 1992, permettant de débroussailler le terrain, de récupérer des objets et de délimiter le cimetière. La Société historique de Memramcook proposa de construire un village historique près de la chapelle. En 1996, le plancher fut refait et l'intérieur fut repeint. Le presbytère est rénové en 1997 et un nouveau clocher est installé en mai de la même année.

## Architecture
Le style de la chapelle est simple et d'inspiration géorgienne. Les murs extérieurs sont revêtus à clins. Les fenêtres ont des remplages à pointe d’arche néogothique insérées dans un encadrement en demi-cercle de style roman. La façade, ornée d’un œil-de-bœuf au-dessus de l’entrée principale, est surmontée d’un clocher. La façade est aussi dotée d'un tambour d'entrée, qui est un ajout au plan original. Une pierre angulaire porte l'inscription «1842». La chapelle peut accueillir une cinquantaine de personnes assises. L'autel en bois est possiblement l'œuvre du sculpteur Louis-Thomas Berlinguet. L'intérieur est décoré de moulures de bois et d'une auréole peinte au plafond. Plusieurs objets sont exposés dans la chapelle, tels que des costumes traditionnels micmacs, des attrapeurs de rêves et une statue de Kateri Tekakwitha.

## Cimetière et monuments
Un cimetière est situé sur le terrain de la chapelle, légèrement à l'est. La plupart des pierres tombales ont disparu mais les noms de 79 défunts avaient été conservés à l'église de Pré-d'en-Haut. Soixante-neuf pierres tombales ont été installés durant les années 1990 par les Micmacs pour commémorer leurs ancêtres.
La croix blanche au fond du cimetière commémore Henriette Bernard, dite Mercure, fille du Chef de Beaumont, qui se noya en sauvant son ami René Belliveau.
L'ancien clocher est exposé dans le cimetière. Une grotte dédiée à Sainte-Anne fut installée en 2006.

## Dans la culture
Une partie du film Acadieman vs le CMA 2009 se déroule sur le terrain de la chapelle.